# 健田須賀神社
健田須賀神社（たけだすがじんじゃ）は、茨城県結城市にある神社である。旧社格は県社。明治時代に健田神社と須賀神社を合祀したもので、このうち健田神社は式内社である。
武渟川別命（旧健田神社祭神）と須佐之男命（旧須賀神社祭神）を祀る。

## 歴史
健田神社は、創建の由緒は不詳であるが、結城国造の竹田臣が祖神の武渟川別命を祀ったものと伝えられる。武渟川別命は四道将軍の一人として東国を平定・開拓した人物である。延喜式神名帳に「下総国結城郡 健田神社」として下総国11社のうちの1社として記載され、小社に列している。宝暦14年（1764年）、結城本郷小塙村にある結城家の菩提所である見龍山覺心院乘國寺（曹洞宗）の境内に遷座した。
須賀神社は、当地に封じられた結城氏が、仁治3年（1242年）6月に尾張国津島神社より勧請を受けて「天王社」として創建したものである。康永2年（1343年）、結城直朝が結城七社を定め、当社を結城郷の総社とした。明治元年、神仏分離令により天王社から須賀神社に改称した。
明治3年、健田神社は乗国寺から別れ、須賀神社に合祀されて健田須賀神社と称した。明治6年に郷社に列格し、昭和5年に県社に昇格した。